# Acuario de Génova
El acuario de Génova (en italiano: Acquario di Genova) es el acuario más grande de Italia y el segundo en la Unión Europea, tras el de Valencia. Fue construido para el Expo 1992.
Se encuentra en Ponte Spinola, en el antiguo puerto (siglo XVI) de la ciudad. 
Para llegar, es posible tomar el metro en la estación de ferrocarriles y bajar en la estación de "San Giorgio". En coche, salir da la autopista en "Genova Ovest".
Para visitar todo el museo se tarda unas dos horas y media. 
El acuario de Génova toma parte al proyecto europeo AquaRing, un proyecto educativo sobre el mundo acuático.
- Datos: Q623163
- Multimedia: Aquarium of Genoa / Q623163